# Caril massaman
Caril massaman (em tailandês:  มัสมั่น pronúnciaⓘ) é um prato de caril relativamente suave da culinária Tailandesa que é uma interpretação de um prato originário da Pérsia.

## Descrição

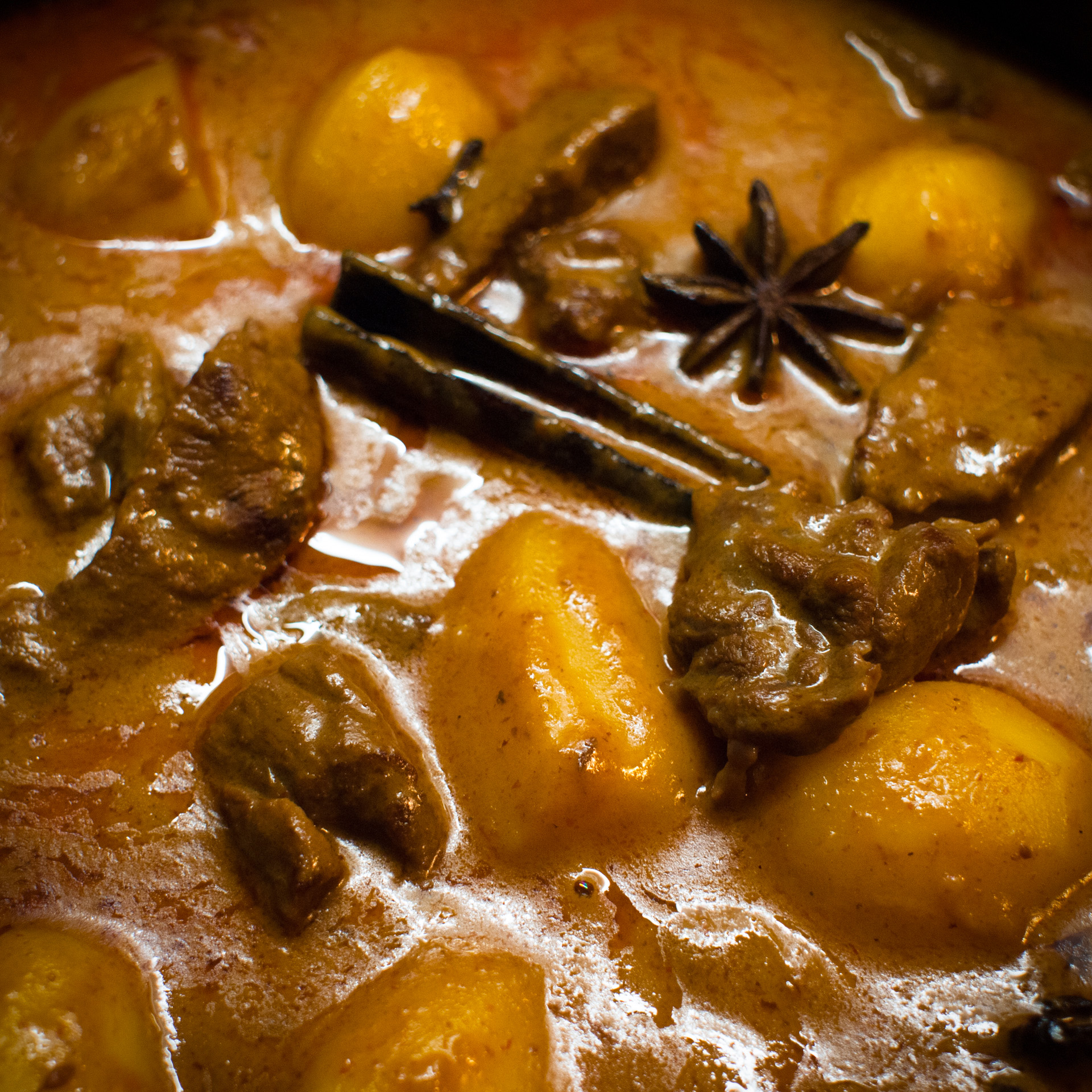
Matsaman nuea (massaman de carne) com batata, anis-estrelado, canela e cravo-da-índia.

Massaman ou matsaman não é uma palavra nativa do idioma tailandês. Supõe-se que ela refere aos muçulmanos, com escritores de meados do século XIX chamando o prato de "mussulman", uma forma da palavra "muçulmano".
De acordo com o jornalista e intelectual tailandês Santi Sawetwimon, o prato se originou no século XVII na região central da Tailândia, na corte de Ayutthaya, através do comerciante persa Sheik Ahmad Qomi. Outras teorias afirmam que massaman é um prato do sul Tailandês, influenciado pela culinária da Malásia e a culinária Indiana.
O curry aparece em um poema do fim do século XVIII, atribuído ao príncipe Itsarasunthon do reino de Sião, posteriormente Rei Rama II (1767-1824). Ele é dedicado a uma mulher que acredita-se ser a Princesa Bunrot, mais tarde Rainha Sri Suriyendra, esposa do Rei Rama II.
A primeira receita registrada para o caril massaman era "Curry massaman de frango com suco de laranja amarga", usando a forma Matsaman (หมัดสมั่น)  da palavra, escrita por Plean Passakornrawong em 1889.
Devido às raízes muçulmanas do prato e, portanto, por causa das leis dietárias islâmicas, o caril é mais comumente feito com carne de pato, bovina, carneiro ou de cabra.
Os sabores da pasta de caril (nam phrik kaeng matsaman) vêm de especiarias que não são usadas com freqüência em outros tipos de curry tailandeses. Cardamomo, canela, cravo, anis, cominho, louro e noz-moscada foram levados à Tailândia do Arquipélago Malaio e da Ásia meridional por estrangeiros, um comércio dominado pelos negociantes Muçulmanos do Oriente Médio, do subcontinente Indiano e do arquipélago em si, mas cada vez mais ameaçadas pelas Companhias das Índias Orientais, especialmente a portuguesa, holandesa e francesa. Estes são combinadas com produtos locais, como pimentas chilli secas, sementes de coentro, capim-limão, galanga, pimenta branca, pasta de camarão, chalotas e alho para fazer a pasta de temperos do caril massaman. Esta pasta é então misturada com creme de coco, e só então carnes, batatas, cebolas, molho de peixe ou sal, pasta de tamarindo, açúcar, leite de coco e amendoim são adicionados. Massaman geralmente é comido com arroz, em uma refeição junto com outros pratos e acompanhamentos. Existem também versões tradicionais que usam laranjas, suco de laranja ou suco de abacaxi como ingredientes adicionais.